# NGC 6220
NGC 6220 is een spiraalvormig sterrenstelsel in het sterrenbeeld Slangendrager. Het hemelobject werd op 19 juni 1887 ontdekt door de Amerikaanse astronoom Lewis A. Swift.

## Synoniemen
- UGC 10541
- ZWG 25.4
- NPM1G -00.0524
- PGC 58979